# مهرجان صيف البحرين
مهرجان صيف البحرين هو مهرجان سنوي ثقافي تعليمي ترفيهي تقيمه وزارة الثقافة بمملكة البحرين في صيف كل عام. تم تنظيم هذا المهرجان لأول مرة في عام  2009 وقد استمر من 20 يوليو 2009 وأنتهى في 20 أغسطس من العام ذاته. ويتميز المهرجان بفعالياته المتنوعة والتي تناسب جميع الأعمار وعادة ما توجد فعاليات تعليمية وأخرى ثقافية. ويتم تخصيص مركز لفعاليات الأطفال سنوياً، ويسمى هذا المركز مدينة نخول (سابقاً: خيمة نخول).

## المواسم

### الموسم الخامس 2013
تم الإعلان عن فعاليات الموسم الخامس في الرابع من يوليو 2013 وسيكون شعار المهرجان هذا العام هو «السياحة ثروتنا، والبهجة غايتنا» ومن المقرر أن يبدأ في الثامن من أغسطس وحتى التاسع من سبتمبر.
وقد تم الإعلان عن أن ماجدة الرومي ستؤدي حفلة في المهرجان وسيحيي المغني محمد عساف، وهو الفائز في الموسم الثاني من مسابقة أراب آيدول، أمسية أخرى. بالإضافة إلى ذلك ستكون هناك أمسية موسيقية غنائية ومشاركة للمغنية فريدة محمد علي.
وأما على صعيد المسرح فسوق يقام عرض «سكوبي دو والألغاز الموسيقية» وسوف يقام عرض بهلواني بصري لفرقة سانوسترا الألمانية. كما سوف يقام عرض ثقافي راقص يستعرض تاريخ وحاضر الهند. كما سيقدم الديناصور الوردي بارني مسرحية موسيقية للأطفال. .
أما بالنسبة لبرامج الصغار فسوف تقام مدينة نخول مجدداً في مركز البحرين الدولي للمعارض مع وجود شخصية جديدة وهي (نخولة). ستكون هناك ورش عمل لتعليم رسم وتلوين الدمية الروسية ماتريوشكا، فن الرسم بالرمل (سكرافيتو)، تصميم الألياف والألباد، الرسم على سطح الماء، صنع الأراجوز، الكتابة بالنار، عمل وأخراج الأفلام، فن الحكايات للصغار والكبار، صناعة أغطية الرأس الروسية، التطريز التركي، عمل خيال الظل، الفن العفوي والكولاج، اللحاف الهندي الورقي، الرسم على الزجاج والمرايا وغيرها من ورش العمل. وسيكون هناك عدد من العروض الفنية مثل عرض أطفال الأقصى ومسرحية الديناصورات. وسوف يكون هناك عرض لمواهب الأطفال بعنوان «نجوم نخول». هذا ولا تقتصر برامج المهرجان على هذه الفعاليات بل توجد فعاليات أخرى تعليمية وفنية عديدة.